# SingStar
SingStar is een spel dat op de PlayStation 2, PlayStation 3 en PlayStation 4 kan worden gespeeld.
SingStar is een karaoke spel waar men met één speler of met twee kan mee zingen in een geselecteerd nummer.
Hier bij heb je twee microfoons nodig die men kan aansluiten via USB aan de Sony PlayStation 2. Bij de PlayStation 3 versie van SingStar worden twee draadloze bluetoothmicrofoons meegeleverd, en bij zowel de PlayStation 3 als PlayStation 4 versie kun je een compatibele USB-microfoon of de SingStar Mic App gebruiken als microfoon.
In Singstar kan men ook gebruikmaken van de EyeToy en bij de PlayStation 3 de PlayStation Eye camera, EyeToy is een spel waar men het lichaam moet gebruiken om de PlayStation te besturen en of een spel spelen. Zo kunnen bij de PlayStation 3 versie video-opnames gemaakt worden die vervolgens geüpload kunnen worden in de My SingStar sectie van het spel (een online gedeelte waar iedereen zijn of haar video's kan uploaden om aan iedereen te tonen). Nu kan er bij Singstar Guitar ook een gitaar aangesloten worden op de PS3 en bij Singstar Dance gebruikt men de PlayStation Move.

## SingStar spellen voor dePlayStation 2
| Releasedatum                      | Uitgebracht in       | Titel                                   |
| --------------------------------- | -------------------- | --------------------------------------- |
| 21 mei 2004                       | Europa               | SingStar                                |
| 19 november 2004                  | Europa               | SingStar Party                          |
| 13 mei 2005/3 april 2007          | Europa/Noord-Amerika | SingStar Pop                            |
| 4 november 2005/18 september 2007 | Europa/Noord-Amerika | SingStar 80's                           |
| 13 april 2006/14 november 2006    | Europa/Noord-Amerika | SingStar Rocks!                         |
| 4 augustus 2006                   | Europa               | SingStar Anthems                        |
| 11 september 2006                 | Italië               | SingStar top.it                         |
| 13 september 2006                 | Noorwegen            | SingStar Norsk på Norsk                 |
| 13 september 2006                 | Duitsland            | SingStar Deutsch Rock-Pop               |
| 27 oktober 2006                   | Europa               | SingStar Legends                        |
| 15 november 2006                  | Spanje               | SingStar La Edad de Oro del Pop Español |
| 27 april 2007                     | Europa               | SingStar Pop Hits                       |
| 3 augustus 2007/19 maart 2008     | Europa/Noord-Amerika | SingStar 90's                           |
| 28 augustus 2007                  | Duitsland            | SingStar Die Toten Hosen                |
| 12 september 2007                 | Zweden               | SingStar Svenska Hits Schlager          |
| 18 september 2007                 | Europa               | SingStar Amped                          |
| 26 september 2007                 | Europa               | SingStar Rock Ballads                   |
| 1 oktober 2007                    | Duitsland            | SingStar Deutsch Rock-Pop Vol. 2        |
| 26 oktober 2007                   | Europa               | SingStar R&B                            |
| 19 oktober 2007                   | Europa               | SingStar Bollywood                      |
| 3 november 2007                   | Duitsland            | SingStar Après-Ski Party                |
| 21 november 2007                  | Spanje/Portugal      | SingStar Latino                         |
| 28 november 2007                  | Italië               | SingStar Italian Party                  |
| 14 december 2007                  | Frankrijk            | SingStar Pop Hits 2                     |
| 25 april 2008                     | Europa               | SingStar Summer Party                   |
| 7 november 2008                   | Europa/Noord-Amerika | SingStar Singalong With Disney          |
| 27 maart 2009                     | Europa               | Singstar Queen                          |
| 25 september 2009                 | Nederland & België   | Singstar Studio 100                     |

## SingStar spellen voor dePlayStation 3
| Releasedatum                    | Uitgebracht in     | Titel                |
| ------------------------------- | ------------------ | -------------------- |
| 7 december 2007/6 december 2007 | Europa/Australië   | SingStar             |
| juni 2008                       | Europa             | SingStar Vol. 2      |
| 21 november 2008                | Europa             | SingStar Abba        |
| 20 maart 2009                   | Europa             | SingStar Queen       |
| 24 april 2009                   | Europa             | SingStar Pop Edition |
| 24 april 2009                   | Europa             | SingStar Vol. 3      |
| 18 september 2010               | Europa             | SingStar Motown      |
| 15 oktober 2010                 | Europa             | SingStar Guitar      |
| 5 november 2010                 | Nederland / België | SingStar Studio 100  |
| 5 november 2010                 | Europa             | SingStar Dance       |

## SingStar (PlayStation 3)
De PlayStation 3 versie van SingStar krijgt op de blu-rayschijf 30 nummers meegeleverd. Extra nummers kunnen worden aangeschaft in de SingStore.

### SingStore
De SingStore is een onderdeel van de PlayStation 3 versie van het spel. De SingStore is een online gedeelte waarbij men extra nummers kan aanschaffen voor de PlayStation 3-versie van het SingStar-spel.
De SingStore is momenteel gevuld met meer dan 1500 nummers die elk verkrijgbaar zijn voor een prijs van €1,49. Dit kan betaald worden door middel van een creditcard of een PlayStation Card of verkregen tegoedbon. Momenteel zijn veel van de nummers in SD-kwaliteit, wat aanduidt dat het om Standard Definition kwaliteit gaat, maar er zullen in de toekomst meer High Definition-video's/nummers worden toegevoegd. Een update van de SingStore vindt om de 2 weken plaats.

## Trivia
- Het spel is opgenomen in het boek 1001 Video Games You Must Play Before You Die van Tony Mott.